# Азијска финансијска криза 1997.
Азијска финансијска криза из 1997. године била је период финансијске кризе која је захватила већи део источне и југоисточне Азије током касних 1990-их. Криза је почела на Тајланду у јулу 1997. пре него што се проширила на неколико других земаља са таласастим ефектом, изазивајући страх од светског економског слома услед финансијске заразе. Међутим, опоравак у периоду 1998–1999. био је брз, а бриге о краху су брзо нестале.
Пореклом са Тајланда, где је била позната као Том Јам Кунг криза (тај. วิกฤตต้มยำกุ้ง) 2. јула, уследио је после финансијског колапса тајландског бата након што је тајландска влада била принуђена да флуктуира бат због недостатка стране валуте која би подржала везу њене валуте за амерички долар . Скоро одмах је уследио бег капитала, што је започело међународну ланчану реакцију. У то време, Тајланд је стекао терет спољног дуга. Како се криза ширила, друге земље југоисточне Азије, а касније Јапан и Јужна Кореја, доживеле су пад валута, девалвирале берзе и друге цене имовине, као и нагли раст приватног дуга. Однос иностраног дуга према БДП- у порастао је са 100% на 167% у четири велике економије Асоцијације земаља југоисточне Азије (АСЕАН) у периоду 1993–96, а затим је нарастао преко 180% током најгоре кризе. У Јужној Кореји су омјери порасли са 13% на 21%, а затим чак до 40%, док су остале сјеверне новоиндустријализоване земље прошле много боље. Само у Тајланду и Јужној Кореји дошло је до пораста односа сервисирања дуга и извоза.
Јужна Кореја, Индонезија и Тајланд биле су земље које су највише погођене кризом. Хонг Конг, Лаос, Малезија и Филипини такође су погођени падом. Брунеј, континентална Кина, Јапан, Сингапур, Тајван и Вијетнам су били мање погођени, иако су сви патили од општег губитка потражње и поверења у целом региону. Док је Јапан споро одговарао на захтеве погођених земаља, Кина је побољшала своју репутацију у региону кроз допринос од 4 милијарде долара у новцу за спасавање економије, као и својом важном одлуком да не девалвира сопствену валуту. Иако је већина азијских влада имала наизглед здраву фискалну политику, Међународни монетарни фонд (ММФ) се укључио да покрене програм од 40 милијарди долара за стабилизацију валута Јужне Кореје, Тајланда и Индонезије, економија које су посебно тешко погођене кризом.
Међутим, напори да се заустави глобална економска криза нису учинили ништа за стабилизацију домаће ситуације у Индонезији. После 30 година на власти, индонежански председник Сухарто је био приморан да се повуче 21. маја 1998. у светлу широких нереда који су уследили након оштрог повећања цена изазваног драстичном девалвацијом рупија . Последице кризе трајале су до 1998. Године 1998. раст на Филипинима је пао практично на нулу. Само се Сингапур показао релативно изолованим од шока, али је ипак претрпео озбиљне ударце у пролазу, углавном због свог статуса главног финансијског центра и географске близине Малезији и Индонезији. До 1999. године, међутим, аналитичари су уочили знаке да су азијске економије почеле да се опорављају. Након кризе, економије источне и југоисточне Азије радиле су заједно на финансијској стабилности и бољем финансијском надзору.